# Pocket PC 2002
A Pocket PC 2002 a Microsoft Windows Mobile termékcsaládjának tagja, a Pocket PC 2000 utódja. A Merlin kódnevű rendszer 2001 október 4-én jelent meg; elsősorban 240×320 (QVGA) felbontású eszközökre szánták, de mobiltelefonokon is megtalálható.
A felhasználói felület a Windows XP-re emlékeztet. Az alkalmazások között megtalálható a Windows Media Player 8-as és a Microsoft Reader 2-es verziója (előbbi támogatja a közvetítéseket, utóbbi pedig a másolásvédelmet), valamint az MSN Messenger is. Az Office Mobile részét képező Word-verziót helyesírás-ellenőrzővel és szószámlálóval bővítették, a Pocket Outlook pedig több javítást kapott. A más rendszerekkel való kommunikáció a távoli asztali elérés és a virtuális magánhálózat segítségével lehetséges. A Pocket Internet Explorer már támogatja a letöltött állományok elmentését és a WAP-protokollt.
A Pocket PC 2002 csak az ARM architektúrát támogatja, a MIPS-et és a SuperH-t nem.

## Fordítás
- Ez a szócikk részben vagy egészben  a   Pocket PC 2002 című angol Wikipédia-szócikk ezen változatának fordításán alapul.  Az eredeti cikk szerkesztőit annak laptörténete sorolja fel. Ez a jelzés csupán a megfogalmazás eredetét és a szerzői jogokat jelzi, nem szolgál a cikkben szereplő információk forrásmegjelöléseként.